# Комплекс з виробництва добрив у Кандла
Комплекс з виробництва добрив у Кандла – підприємство індійської хімічної промисловості, яке знаходиться у штаті Гуджарат та належить Indian Farmers Fertiliser Cooperative Limited (IFFCO).
В 1974 році на майданчику заводу стали до ладу дві перші лінії, які випускали комплексні азотно-фосфорно-калійні добрива (NPK) та мали сукупну потужність у 1500 тон на добу. Необхідний для цього аміак передбачалось отримувати від іншого підприємства IFFCO у Калол (введений в експлуатацію одночасно із заводом у Кандла), тоді як фосфорну кислоту та хлорид калію потрібно було імпортувати (Індія практично не володіє родовищами цих корисних копалин). 
В 1981-му ввели в дію ще дві лінії добрив, при цьому підприємство отримало здатність продукувати діамонійфосфат. В 1999-му стали до ладу четверта та п’ята лінії, а у 2000 – 2004 роках на підприємстві провели масштабну модернізацію. Як наслідок, загальна потужність заводу досягнула 1215 тисяч тон NPK та 1200 тисяч тон діамонійфосфату на рік.
В 2011 та 2012 роках на майданчику почали продукувати нові типи добрив – фосфат сечовини (до 15 тисяч тон на рік) та моногідрат сульфат цинку (до 30 тисяч тон).
Враховуючи розвиток майданчику, довелось перейти на імпорт аміаку. Цей напівфабрикат, а також фосфорну кислоту розвантажують через власні портові потужності, які здатні приймати 2 млн тон рідких вантажів на рік. Крім того, через порт приймають певні обсяги сульфатної кислоти. З 2015-го постачальником фосфорної та сульфатної кислоти може бути потужний завод у йорданській Ешидії, головним акціонером та інвестором якого виступила IFFCO. Ще одним постачальником фосфорної кислоти для IFFCO є сенегальський завод в Дару, у якому IFFCO є міноритарним акціонером (можливо відзначити, що в 2022-му 100% сенегальського експорту фосфорної кислоти прийшлось на Індію). Що стосується сульфатної кислоти, то її додаткові поставки можуть відбуватись з підприємства IFFCO у Парадіпі (штат Одіша).